# 微光城市
是一部2008年的美國科幻冒險电影，由吉爾·基能執導，根据琴娜·杜普洛的2003年小說《微光》改編。主演是瑟夏·羅南、哈利·崔德威、比爾·莫瑞、麥坎錫·克魯克、馬田·蘭度、瑪莉·凱·普雷斯、陶比·瓊斯和添·羅賓斯。
20世纪福克斯下属的Walden Media于2008年10月10日发行了这部电影。截至2019年，還沒有計劃製作續集或重拍。

## 剧情
微光市是200年前人类为了躲避某些灾难而在地下建造出了全功能的城市。建造者提供了一个200年后会自动打开的盒子，里边包含了回到地面所使用的工具之说明书。但因某任市長生前並無透露此盒子的存在，在其去世後消息便消失匿跡了。
200年后的很久，微光市的食物開始变得贫乏，停电也日益频繁而且持续时间更久，因提供城市电力的水轮发电机已经老化。这个城市神话般的建设和前人所有的知识和技术已经遺失了。
两个住在微光市的年轻人，莉娜·梅福利（瑟夏·羅南飾）和杜恩·哈洛（哈里·崔德威飾）从学校毕业了。莉娜被分配到管道部工作，而与不喜欢分配到信使工作的杜恩互换了工作。他们开始了他们的工作，在电话系统崩溃后，莉娜在城市里到处为人们提供通信，而杜恩成为一名水轮发电机管道部的技术助手。
莉娜传递着口信，目睹着城市的衰变，而杜恩得知是那些越来越多的补丁在支撑着管道。没有人知道城市系统运行的细节。在一次城市的年度庆祝活动时发电机的一次重大事故后，莉娜和杜恩意识到微光市正处在立刻要崩溃的危险之中。城市的成年人们基本上对他们的困境一无所知，市长柯爾腐败且怯懦，莉娜和杜恩寻找在城市中所留下的指示，找出微光市民如何自救的线索。
柯爾市长知道城市形势的严重性，为了保证自己的生存，他已经在一个秘密的地方（351號房間）储存了食物。这个食物仓库被发现后，莉娜试图举报市长的囤积行为，但是却被带到市长那。市長怀疑死於辦公室內的第七任市长后代的莉娜，還可能拥有关于微光市失去的秘密，而抓捕她和杜恩。
实际上，这个盒子被莉娜放在家中。两人逃跑且试着在建造者们留下的盒中的说明书中，找到走出这城市的路，并且得到了来自杜恩的师傅索爾（Sul，马丁·兰道飾）的意想不到的帮助。与此同时，柯爾市长来到其仓库時，被一个巨大、变异的星鼻鼴吃掉了。到达地面時，他们一開始因这里和微光市中的传说所描述一样黑暗，感到失望，而当太阳升起後他们发现光明覆盖了大地。他们又通过一个洞看到微光市的燈光在地下很深处，意识到他们一直生活在地下城市。莉娜和杜恩向洞里朝着微光市扔下绑在一块石头上的信，告诉市民离开这个城市的方法，石头被为意识到城市严重处境的少數大人之一，即杜恩的父亲路易斯·哈洛所捡到。

## 演員
- 瑟夏·羅南 飾 莉娜·梅福利（Lina Mayfleet）
- 哈利·崔德威 飾 杜恩·哈洛（Doon Harrow）
- 比爾·莫瑞 飾 柯爾市長（Mayor Cole）
- 提姆·羅賓斯 飾 路易斯·哈洛（Loris "Barrow" Harrow）
- 馬田·蘭度 飾 索爾（Sul）
- 陶比·瓊斯 飾 貝頓·史諾德（Barton Snode）
- 瑪麗安娜·瓊-巴普蒂斯特（英语：Marianne Jean-Baptiste） 飾 克萊麗（Clary Lane）
- 麗茲·史密斯（英语：Liz Smith (actress)） 飾 梅福利奶奶（Granny Mayfleet）
- Amy Quinn與Catherine Quinn 飾 Poppy Mayfleet
- 瑪莉·凱·普雷斯（英语：Mary Kay Place） 飾 慕鐸太太（Mrs. Murdo）
- 麥坎錫·克魯克（英语：Mackenzie Crook） 飾 盧波（Looper）
- 露辛達·卓策克（英语：Lucinda Dryzek） 飾 麗茲（Lizzie Bisco）
- Matt Jessup 飾 Joss
- 賽門·凱滋（英语：Simon Kunz） 飾 Captain Fleury
- 伊恩·麦克尔希尼（英语：Ian McElhinney） 飾 微光市的其中一名建造者

## 制作
2004年10月，汤姆·汉克斯及蓋瑞·高茲曼购买了琴娜·杜普洛在2003年的小说《微光》的电影版权。他们开始與嘉露蓮·湯遜商议改编小说，並與吉爾·基能商议导演这部电影。该协议还包括一个续集小说《The People of Sparks》的项目。
拍摄定于2007年初夏开始，同年10月完成，拍摄过程用了十六周时间。贝尔法斯特泰坦尼克区哈兰德与沃尔夫造船厂的一间原来的画馆被改造成世界末日后的城市。

## 推销
瓦尔登媒体聘请盧卡斯·克魯伊山克（Lucas Cruikshank）来为这部影片在他的网络“Fred”系列中做推广。2008年10月4日发行了一个电影片段剪辑的，包含预告片的角色的脸上叠加了“Fred”字样的视频。

## 反应
这部电影获得了评论家们不一的评论。根据烂番茄的评论汇集，这部电影“看起来很有趣，而且拥有一流的演员，但是在表演和冒险上令人失望。”在列出的114个评价者中，51%的评论给予了积极的评价。在Metacritic上这部电影根据27个评论得到了57/100的，在“混合或平均”分类之下的分数。
在上映的周末，这部电影很差地开始了只有$3,129,473的票房。在2009年1月10日，国内总票房为$7,864,106, 低于它$55 million的预算，国外票房$8,350,982，全球共$16,215,088。

### 可能的续集
是的，我们正要去完成微光电影系列……只是这可能要很长时间
吉尔·基能

《微光城市》的结尾的悬念，许多传闻显示未来将会有一部星火（The People of Sparks）的电影，但是它不佳的票房表现使得续集不太可能。

## DVD
该片的DVD于2009年1月20日发行。